# Hotel Platinum Palace we Wrocławiu
Hotel Platinum Palace – prestiżowy obiekt hotelowy typu boutique we Wrocławiu, położony przy ul. Powstańców Śląskich 204, w sąsiedztwie Parku Południowego. Zbudowany w 1906 jako stylowa, ówcześnie największa w mieście, rezydencja rodziny przemysłowców Schoellerów, w okresie lat 1948-1993 mieściła Państwową Wyższą Szkołę Muzyczną. Zabytkowy obiekt został poddany pracom adaptacyjnym oraz dobudowano od strony parku zaplecze konferencyjno-rekreacyjnego.